# قانون اساسی پاکستان
قانون اساسی جمهوری اسلامی پاکستان (اردو: آئین پاکستان)، همچنین به عنوان قانون اساسی ۱۹۷۳ شناخته می‌شود، قانون عالی پاکستان است. پیش نویس این قانون توسط دولت ذوالفقار علی بوتو، با کمک احزاب مخالف کشور، در ۱۰ آوریل توسط مجلس تأیید شد و در ۱۴ اوت ۱۹۷۳ تصویب شد.
قانون اساسی پاکستان، قوانین موضوعه این کشور و فرهنگ و نظام سیاسی آن را راهنمایی می‌کند. این قانون دولت (موجودیت فیزیکی و مرزهای آن)، مردم و حقوق اساسی آنها، قانون و دستورالعملهای قانون اساسی ایالتی و همچنین ساختار قانون اساسی و استقرار مؤسسات و نیروهای مسلح کشور را مشخص می‌کند. سه فصل اول قوانین، اختیارات و تفکیک قوا سه شاخه دولت را تعیین می‌کند: یک قوه مقننه دو مجلسی؛ قوه مجریه ای که توسط نخست‌وزیر به عنوان رئیس اجرایی اداره می‌شود و قوه قضائیه فدرال به ریاست دیوان عالی پاکستان. قانون اساسی رئیس‌جمهور پاکستان را به عنوان رئیس کشور تشریفاتی که وحدت دولت را نمایندگی می‌کند، تعیین می‌کند. شش ماده اول قانون اساسی نظام سیاسی پاکستان را به عنوان سیستم جمهوری فدرال پارلمانی تشریح می‌کند و همچنین اسلام به عنوان دین رسمی این کشور تعین می‌شود. قانون اساسی همچنین مقررات مربوط به پیروی نظام حقوقی از احکام اسلامی را که در قرآن و سنت آمده‌است را الزامی می‌کند.
مجلس شورای پاکستان نمی‌تواند هیچ قانونی را تصویب کند که مخالف یا متناقض با قانون اساسی باشد، اما قانون اساسی ممکن است بر خلاف قانون اساسی‌های قبلی در سالهای ۱۹۵۶ و ۱۹۶۲ با اکثریت دو سوم در هر دو مجلس پارلمان اصلاح شود. این قانون با گذشت زمان اصلاح شده‌است و جدیدترین اقدامات برای ارتقاء سیاسی و اصلاحات به نتیجه رسیده‌است. اگرچه قانون اساسی فعلی از سال ۱۹۷۳ به اجرا درآمد، با این حال، پاکستان سالانه تصویب اولین قانون اساسی را در ۲۳ مارس را به عنوان روز جمهوری جشن می‌گیرد - وقتی اولین قانون اساسی در سال ۱۹۵۶ منتشر شد -.